# Angelina Milazzo
Angelina Milazzo (Aidone, 18 aprile 1922 – Garbagnate Milanese, 21 gennaio 1945) è stata una militare italiana, decorata dalla Repubblica Sociale Italiana con la Medaglia d'oro al valor militare alla memoria durante la seconda guerra mondiale.

## Biografia
Nacque ad Aidone, provincia di Enna, il 18 aprile 1922, figlia di Filippo Lucio e Nerina Bruno. Frequentò l’istituto magistrale per divenire insegnante di scuola elementare, andando subito dopo ad insegnare a Bengasi, in Africa Settentrionale Italiana. Dopo l’entrata in guerra del Regno d'Italia, avvenuta il 10 giugno 1940, con il precipitare della situazione bellica ritornò in Patria su uno degli ultimi voli disponibili. Mentre partiva per la Sicilia cedette il suo posto ad una madre con bambino, scendendo dal velivolo, e fu solo dietro ordine del federale Francesco Maria Barracu che poté risalire a bordo. Ripresi gli studi, nel febbraio 1941 si iscrisse alla facoltà di economia e commercio dell'università di Catania, entrando nel contempo nella GUF. Nel corso del 1942 si trasferì a Milano, iniziando a frequentare la stessa facoltà, presso l'università Bocconi.
Il 25 luglio 1943, con la firma dell’ordine del giorno Grandi, avvenne la caduta del fascismo, e dopo la firma dell’armistizio dell’8 settembre 1943, e la successiva costituzione della Repubblica Sociale Italiana, nel 1944 abbandonò gli studi per arruolarsi come ausiliaria nel neocostituito Servizio Ausiliario Femminile dell'Esercito Nazionale Repubblicano. Dopo aver partecipato al 3º Corso Nazionale fu assegnata alla Guardia Nazionale Repubblicana, in forza al 619º Comando Provinciale di Vicenza.
Il 21 gennaio 1945, mentre effettuava un viaggio di servizio a bordo di un treno, nei pressi di Garbagnate, pochi chilometri da Milano, i cacciabombardieri alleati avvistarono il convoglio lanciandosi all’attacco. Il treno fu immediatamente fermato, e i passeggeri abbandonarono le vetture per cercare riparo. Visto che una viaggiatrice, in stato di gravidanza, era caduta a terra, ella si lanciò in suo soccorso facendo scudo con la propria persona alla donna. Colpita a morte da una raffica di mitragliatrice, il suo gesto valse la vita alla viaggiatrice e al bambino che portava in grembo. Su proposta del generale di brigata comandante il Servizio Ausiliario Femminile, Piera Gatteschi Fondelli, il governo della Repubblica Sociale Italiana le conferì la Medaglia d'oro al valore militare alla memoria, consegnata durante una cerimonia a Padova. Il suo gesto venne immortalato in una copertina della Domenica del Corriere l'11 febbraio 1945. Il suo corpo è sepolto presso il Campo X, chiamato Campo dell’Onore, nel loculo 1117, del cimitero di Milano-Musocco.

### Annotazioni
1. ↑  Mutilato di guerra e decorato con Medaglia al valore militare, gestiva insieme alla moglie un negozio di stoffe nel centro del paese.
2. ↑  Recitava così la didascalia del disegno di copertina: Abnegazione eroica: durante il mitragliamento di un treno compiuto da cacciabombardieri nemici la giovane ausiliaria dell'Esercito Repubblicano Angelina Milazzo, anziché cercare scampo, sprezzante del pericolo, si lancia in soccorso di due donne ferite e con la sua persona fa scudo a una di esse in stato interessante. Colpita da una scarica, cade salvando col suo sacrificio la vita di una madre.

### Fonti
1. 1 2 3 4 5  Roggero 2006, p. 555.
2. 1 2 3 4 5 6 7  Calì 2003, p. 12.
3. 1 2  Calì 2003, p. 13.